# Philippe Ier (roi de Macédoine)
Pour les articles homonymes, voir Philippe Ier.
Philippe Ier (en grec ancien : Φίλιππος) est un roi de Macédoine de la dynastie des Argéades qui règne de v.  640 à 602 av. J.-C.

## Biographie
Selon Hérodote, Philippe Ier, réputé sage et courageux, succède à son père Argaios Ier. Son règne est marqué par les incursions incessantes des Thraces et des Illyriens qui ravagent alors la Macédoine et remportent de nombreuses victoires. Il parvient à repousser des assauts mais meurt sur le champ de bataille face aux Illyriens.
Eusèbe de Césarée et d'autres chronographes s'accordent pour lui concéder un règne de 33 ans. Néanmoins selon Justin : « Philippe, enlevé par une mort prématurée, institue comme héritier, Aéropos encore au berceau », ce qui selon Paul Cloché semble « parfaitement inexact ».

### Sources antiques
- Hérodote, Histoires [détail des éditions] [lire en ligne], VIII
- Justin, Abrégé des Histoires philippiques de Trogue Pompée [détail des éditions] [lire en ligne], VII, 2.

### Bibliograpgie
- Paul Cloché,  Histoire de la Macédoine jusqu'à l'avènement d'Alexandre le Grand, Payot, 1960.